# Christian Høgni Jacobsen
Christian Høgni Jacobsen (Runavík, 1980. május 12. –) feröeri labdarúgó, az NSÍ Runavík csatára.

## Pályafutása

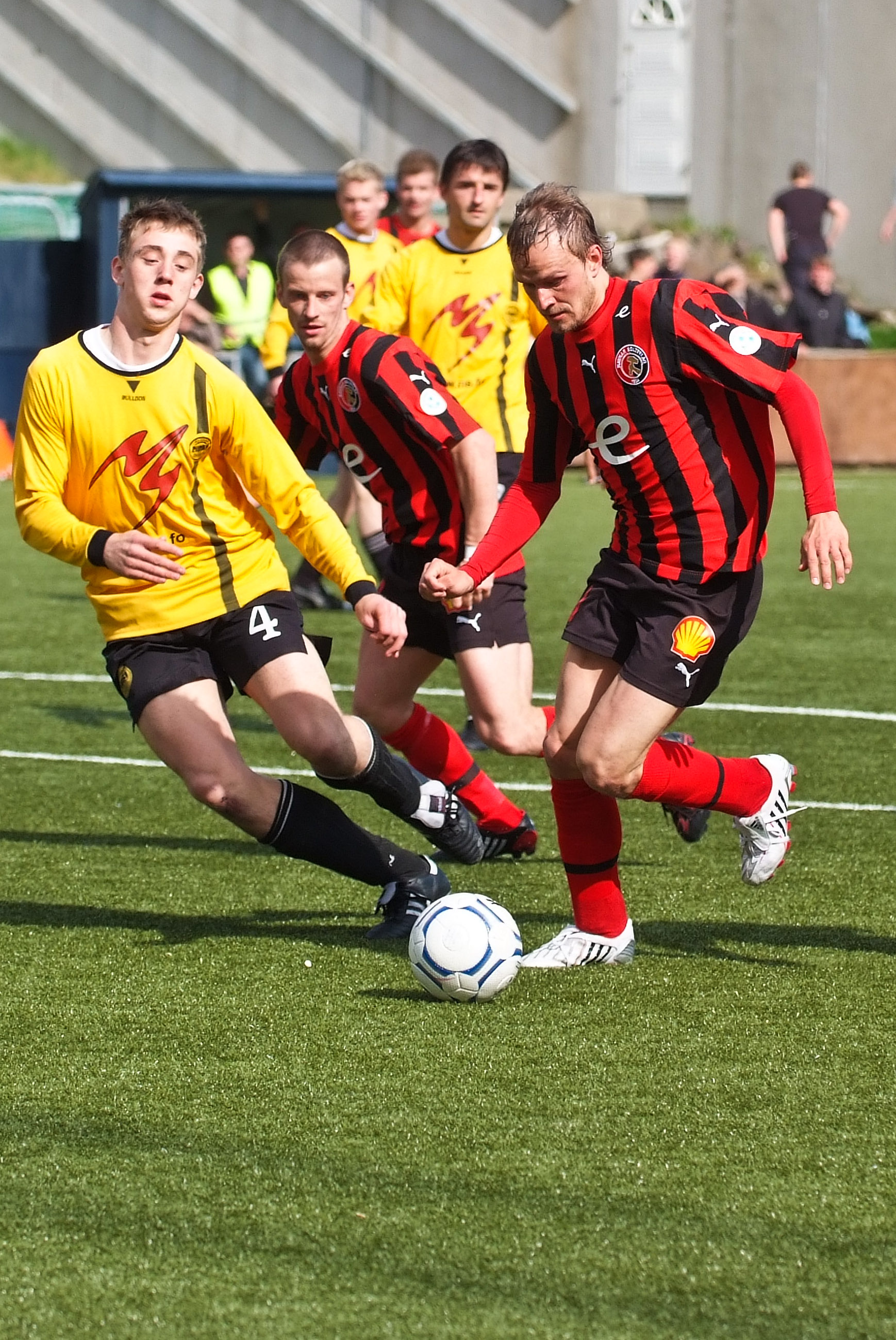
Christian Høgni Jacobsen (jobbra) 2008-ban a HB Tórshavn színeiben

Pályafutását az NSÍ Runavík csapatában kezdte 1997-ben, majd dán kluboknál játszott. 2004-ben visszatért Feröerre, ahol 2005-ben és 2006-ban is gólkirály lett, mindkétszer 18 góllal. Egy rövid dániai kitérő után 2010-ben újra a csúcsra ért: 22 góllal – Arnbjørn Hansen mellett – újra gólkirály lett.

## Eredmények

### Válogatott gólok
| # | Dátum               | Helyszín                                  | Ellenfél      | Gól | Eredmény | Verseny              |
| - | ------------------- | ----------------------------------------- | ------------- | --- | -------- | -------------------- |
| 1 | 2001. március 24.   | Stade Josy Barthel, Luxembourg, Luxemburg | Luxemburg     | 2-0 | 2-0      | 2002-es vb-selejtező |
| 2 | 2002. augusztus 21. | Tórsvøllur Stadion, Tórshavn, Feröer      | Liechtenstein | 1-1 | 3-1      | barátságos           |

## Fordítás
- Ez a szócikk részben vagy egészben a Christian Høgni Jacobsen című angol Wikipédia-szócikk ezen változatának fordításán alapul.  Az eredeti cikk szerkesztőit annak laptörténete sorolja fel. Ez a jelzés csupán a megfogalmazás eredetét és a szerzői jogokat jelzi, nem szolgál a cikkben szereplő információk forrásmegjelöléseként.